# Вознесенське (Урмарський район)
Вознесе́нське (рос. Вознесенское, чув. Вăтакас) — село у складі Урмарського району Чувашії, Росія. Входить до складу Шихабиловського сільського поселення.
Населення — 203 особи (2010; 200 у 2002).
Національний склад:
- чуваші — 99 %